# Guadua velutina
Guadua velutina là một loài thực vật có hoa trong họ Hòa thảo. Loài này được London~o & L.G.Clark mô tả khoa học đầu tiên năm 1991.